# Alojzy Ehrlich
 (juillet 2013).
Si vous disposez d'ouvrages ou d'articles de référence ou si vous connaissez des sites web de qualité traitant du thème abordé ici, merci de compléter l'article en donnant les références utiles à sa vérifiabilité et en les liant à la section « Notes et références ».
Pour les articles homonymes, voir Ehrlich.
Alojzy "Alex" Ehrlich (né en 1914 à Komańcza en Pologne, décédé le 7 décembre 1992), surnommé King of the Chiselers, (« le roi des choppeurs ») est un joueur de tennis de table polonais qui gagna trois médailles d’argent en individuel aux championnats du monde.
C’était un athlète très populaire dans la Pologne de l’entre-deux-guerres ; en 1934, Ehrlich était classé cinquième athlète de Pologne dans la prestigieuse liste des dix sportifs les plus populaires, établie par les lecteurs du quotidien sportif national Przeglad Sportowy.

## Biographie

### Jeunes années
Alex Ehrlich est né le 1er janvier 1914 dans le village de Komancza, dans les Carpates, en Pologne, à environ 200 kilomètres de Lwow (alors partie du royaume de Galicie et de Lodomérie, dépendant de l’empire austro-hongrois).
Dix ans plus tard, sa famille s’installe à Lwow, où il commence à jouer au tennis de table, a priori dans un des clubs locaux, le « Hasmonea Lwow ». Il gagna les championnats nationaux de Pologne junior en tennis.
Avec Hasmonea, il gagna le premier titre national par équipe de Pologne (Lwow, 1933), et devint le premier joueur de son pays. En 1934, Alex  Ehrlich et un autre joueur de Lwow, Wladyslaw Loewenherz représentent la Pologne dans une rencontre internationale à Dantzig, où ils battent l’Allemagne 7 à 2. La même équipe, Ehrlich et Loewenherz, représentera la Pologne en 1935 en coupe Swaythling (Championnats du monde masculin par équipes) à Londres, où ils terminent deuxième du groupe A. La même année, Ehrlich atteint les demi-finales des championnats du monde, et en 1935 gagne le bronze dans la même compétition.
Par trois fois, en 1936, 1937 et 1939, Ehrlich sera vice-champion du monde, et compte depuis parmi les trois joueurs qui ont joué trois finales sans en remporter une (avec le Hongrois Laszlo Bellak et le Chinois Li Furong). En 1936, à Prague, il perd contre Stanislav Kolar de Tchécoslovaquie. En 1937, à Baden, il perd contre l’Autrichien Richard Bergmann, et deux ans plus tard au Caire, épuisé par l’organisation des championnats du monde et la formation de l’équipe d’Égypte que lui a confiée le roi Farouk, il sera à nouveau vaincu par Bergmann.
Au début des années 1930, Alex Ehrlich, qui parle huit langues, s’installe en France tout en restant fidèle à son pays qu’il représentera dans de nombreuses compétitions.

### L’échange légendaire
Durant les championnats du monde de 1936, à Prague, Alex Ehrlich devient célèbre en remportant un échange de durée record contre le Roumain Farcas Paneth. Le premier échange de la partie dure deux heures et douze minutes, ; après 130 minutes de jeu, le score était toujours de 0-0. Bien que les deux joueurs souffrent, aucun ne veut abandonner. En tout, la balle franchît le filet plus de 12 000 fois. Alex Ehrlich alternera le jeu de la main droite à la main gauche, prouesse à laquelle il s'est entraîné pour des exhibitions. Après deux heures, le bras de Farcas Paneth s’engourdit, et il perd le premier point. Il abandonnera après avoir perdu le deuxième point, qui ne dure « que » dix minutes.

### La Seconde Guerre mondiale et l'après-guerre
Durant l’occupation, Alex Ehrlich fut arrêté à Bourbon-l'Archambault et déporté à Auschwitz, puis à Dachau. Il aurait eu la vie sauve parce que les Nazis l’auraient employé, comme tous les athlètes prisonniers, pour des missions à l’extérieur du camp, telles que le déminage, afin de montrer à la population locale des prisonniers en bonne forme… À la libération du camp, Alex ne pèse plus que 37 kilos pour une taille de près d’1,90 m.
Après la guerre, il s’installe à Paris, où il continuera de jouer au tennis de table au niveau international, avec un certain succès. Il ne pourra cependant plus représenter la Pologne, ayant été déclaré persona non grata par le gouvernement polonais communiste après son installation dans un pays de l’ouest.
Le 23 septembre 1950, il participe, dans la Halle aux draps de Tournai, au grand tournoi des Champions organisé par l'Entente Régionale du Tournaisis, sous le patronage de l'Administration Communale de Tournai.
Entre 1952 et 1963, il est membre de l’équipe de France et atteindra même en 1957, à plus de 43 ans, les quarts de finale des championnats du monde à Stockholm. 
Par ailleurs, de la fin des années 1940 au début des années 1950, Alex Ehrlich gagnera plusieurs championnats internationaux, dont notamment entre autres les Internationaux de France, d’Irlande, d’Allemagne et des Pays-Bas.
Après sa carrière de joueur, Alex Ehrlich sera un entraineur de renommée internationale, notamment de l’équipe de Suède à qui il inculque une discipline quasi-militaire, et dont Stellan Bengtsson, champion du monde 1971, et les équipes de Suède des vingt années suivantes ne sont pas prêts d’oublier ses exercices de descentes d’escalier en courant à reculons…
Il mettra également au point un robot qu’il présentera en 1964 à Malmö.
Alex Ehrlich a également ouvert un centre de vacances-tennis de table, le Golfe Bleu, à Saint-Tropez, dans lequel durant des années des stars internationales du tennis de table côtoieront des pongistes en quête de perfectionnement.

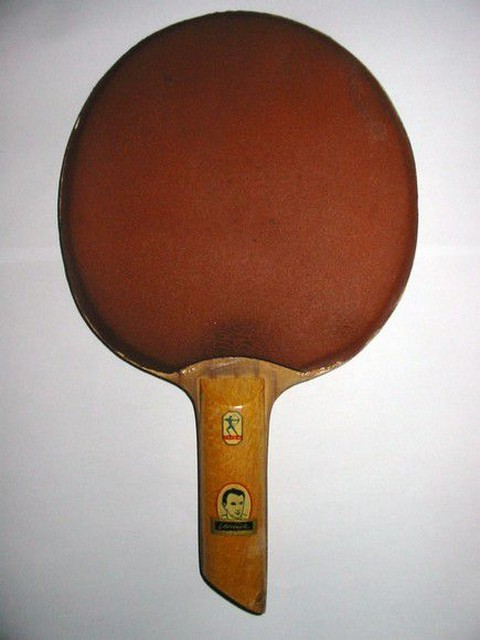
Stiga Ehrlich mousse

Il tiendra jusqu’à sa disparition le magasin T.A.S., rue Jean-Marin Naudin à Bagneux, spécialisé bien entendu en matériel et articles de tennis de table, où il régalera ses clients de récits d’exploits et d’anecdotes en tous genres.
Fin des années 80 et début 90, il s’installe à Aulnay-sous-Bois dans le quartier Mitry où il raconte ces exploits aux jeunes et avec qui ils jouent sur les tables de ping-pong urbaine.
Alex Ehrlich est décédé des suites d’un cancer de l’estomac à l’hôpital de Saint-Denis, le 7 décembre 1992.
Les firmes Jaques, Stiga, Spalding, Hanno et Butterfly ont produit des modèles de raquettes à son nom. Les bois Ehrlich Stiga notamment s'arrachent toujours à prix d'or, aussi bien auprès de joueurs avertis pour usage en compétition, que des collectionneurs. Il fit également fabriquer des bois vendus sous la marque "Ehrlich" dans les années 1980 qu'il vendait dans son magasin T.A.S.